# Polymera (Polymerodes) conjuncta
Polymera (Polymerodes) conjuncta is een tweevleugelige uit de familie steltmuggen (Limoniidae). De soort komt voor in het Neotropisch gebied.